# Suleyman Shah
Suleyman Shah - Süleyman bin Kaya Alp; (1178 – mất 1236) là một thủy tổ của dòng họ Ottoman, là cha của Ertuğrul Gazi và là ông của Osman Gazi - người sáng lập ra Đế quốc Ottoman. Một người con khác của ông là Saru Yati, cha của Bay Hodja.
Người ta tin rằng Suleyman Shah bị chết đuối ở sông Euphrates và được chôn cất ở một vùng phụ cận, vùng này được gọi là Turk Mezari (tiếng Thổ) ở lâu đài Jaber và đây là một thánh địa của người Thổ.
Theo điều khoản thứ 9 của hiệp ước Ankara (1920) giữa Pháp và Thổ Nhĩ Kỳ, lâu đài Jaber thuộc về lãnh thổ của Thổ Nhĩ Kỳ.